# 元韶
元韶（？—559年），字世胄，河南洛阳人，魏献文帝拓跋弘曾孙，彭城王元劭子。

## 生平
永安元年（528年）發生河陰之變，父親遇害，原來受元劭所託讓元韶寄住的滎陽太守鄭仲明亦被殺，元韶更與乳母失散，與鄭仲明侄子鄭僧副一起逃難。逃中二人遭賊人攻擊，鄭僧副覺得這樣下去二人都會被殺，於是要元韶下馬，然後對賊人說：「窮途末路的鳥兒來投，我們尚且都會生憐憫之心，更何況來投靠的是王爺，怎能拋棄？」於是持刀對抗，逼退賊人，讓元韶出逃。及後元韶與一個程姓老婦相遇，老婦可憐他，於是將他藏在家中數十日。孝莊帝隨後找到他，就接他回去，並讓他繼承父爵彭城王。
高歡消滅爾朱氏後掌權，孝武帝圖聯結賀拔岳對付高歡但失敗，於是在永熙三年（534年）出逃賀拔岳部將宇文泰。高歡於是另立孝靜帝，建東魏，並將其長女，即孝武帝留在東魏的皇后高氏嫁給元韶。當時北魏皇室的財寶大多都歸入元韶家。元韶在東魏歷任太尉、侍中、錄尚書、司州牧，後進太傅。
天保元年（550年），掌權的丞相高洋廢孝靜帝自立，建北齊，元韶降爵為彭城縣公，官骠骑大将军、开府仪同三司、尚书右仆射。
天保十年（559年），高洋詢問他：「為何漢朝可以中興？」元韶表示因為新朝沒把漢朝劉姓皇族殺光。至同年五月癸未日（7月17日），高洋下令誅殺始平公元世道等二十五家，元韶等其餘十九家元魏宗室皆被囚禁。元韶當時被囚於地牢並断绝饮食，餓得吞食衣袖，最終餓死。

## 性格特徵
- 元韶為人好學，形貌俊美。後來在東魏及北齊因為是高氏的姻親，仍然表現謙退。其人亦好儒學，多禮待賢才彥士。元韶亦喜歡樹林和水泉，但修建宅第時雖然華麗，但不顯得奢侈。然而，高洋就曾經剃去元韶的鬍鬚並讓其抹上脂粉，穿上婦女的衣飾隨己而行，並說：「我當彭城公你是妃嬪呀。」以此譏笑元氏宗族力量微弱，如同婦女。

## 延伸阅读
[在维基数据编辑]
 《北齊書·卷28》，出自李百药《北齊書》